# Ouessant
Ouessant é uma comuna francesa na região administrativa da Bretanha, no departamento Finisterra. Estende-se por uma área de 15,62 km². Em 2010 a comuna tinha 853 habitantes (densidade: 54,6 hab./km²). É um pequeno conjunto de ilhas, separada da vizinha Molène pelo estreito de Fromveur. Fica no norte do Mar de Iroise.

## Geografia

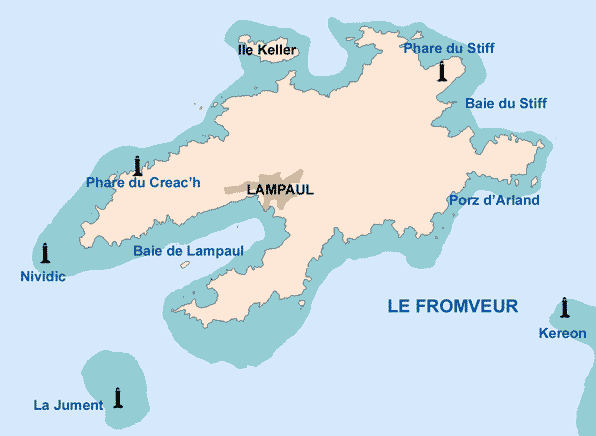
Mapa da ilha em Francês

O território desta comuna é constituído por algumas ilhas, a mais importante é a Ilha de Ouessant, rodeada por pequenas ilhotas, ao Norte da ilha principal existe a ilha de Keller, às vezes chamado de forma errada em certos documentos "Kereller" e essa ilha tem 0,28 quilómetros quadrados. A ilhota de Youc'h Korz está situada na baía de Lampaul. Existem também rochas e outros recifes que abrigam alguns faróis (Kéréon, Nividic, La Jument).
A comuna está a cerca de vinte quilómetros da costa francesa, a ilha tem oito quilômetros de comprimento e quatro de largura. A ilha principal é a terra mais ocidental da França metropolitana com a exceção da rocha de An Ividic a alguns metros de distância, na qual está o farol de Nividic.

### Ambiente

#### Ambiente Global
Devido à sua localização muito pelágica, em uma convergência de rotas migratórias, Ouessant é uma parada privilegiada para muitas espécies de aves migratórias ou perdidas no mar, incluindo espécies raras na Europa e espécies neoárticas. É um centro de estudos ambientais, Ouessant acolhe cientistas e observadores amadores durante todo o ano. Ele está localizado perto do farol  Creac'h.
Ouessant faz parte da  Reserva da bioesfera Îles de la mer d'Iroise (em francês) desde 1988 pela UNESCO.
A ilha é, no entanto, a primeira vítima da chegada de óleo combustível durante derramamentos de óleo. Felizmente, eles são relativamente raros. Não muito longe, estão vários depósitos de munições submersos (incluindo tabun e sarin), o que não afeta de forma alguma o meio ambiente da ilha.

#### Vegetação e Cultivação
A costa sul é muito mais rica em vegetação do que a costa norte, há muita urze e tojo, assim como vários tipos de flores silvestres e coloridas ao abrigo de uma parede ou na esquina de um arbusto.
As amoreiras crescem em profusão na ilha e as amoras-pretas são conhecidas pela sua qualidade, sendo tradicionalmente colhidas para fazer tartes, compotas, xaropes ou outras iguarias doces. A costa norte, por outro lado, é muito mais selvagem. Existem apenas grandes canteiros de relva. Existem relativamente poucas árvores em Ouessant. Não existe floresta real, e as únicas árvores são encontradas em jardins privados ou no Stang ar glan (vale húmido localizado no centro da ilha), bem como perto das lavandarias.

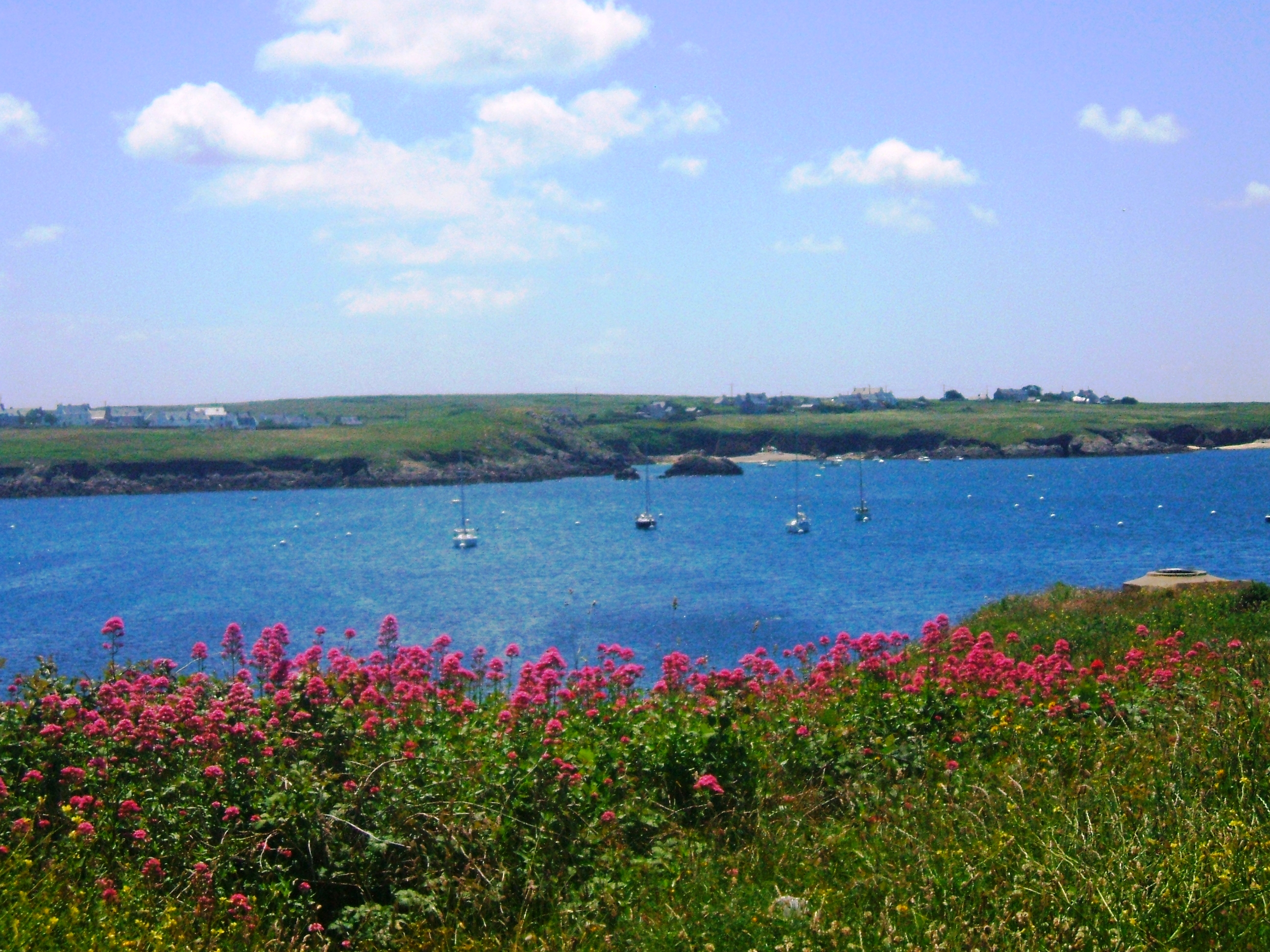
Paisagem na ilha

A ilha de Ouessant é uma pequena terra cultivada. No entanto, apesar da exposição do solo aos ventos e ao sal, a agricultura está gradualmente recuperando o seu lugar na ilha. Nos últimos anos, os habitantes não hesitaram em usar alguns terrenos ao cultivo de batatas, cenouras, saladas ou outros vegetais básicos.

#### Fauna
O isolamento devido à insularidade tem favorecido o surgimento de espécies endêmicas, caracterizadas pelo relativo nanismo. Se os cavalos anões de Ouessant desapareceram, a ilha ainda tem, mesmo que esteja ameaçada de extinção, sua própria raça de ovelhas, a ovelha de Ouessant, a menor espécie de ovelha do mundo.

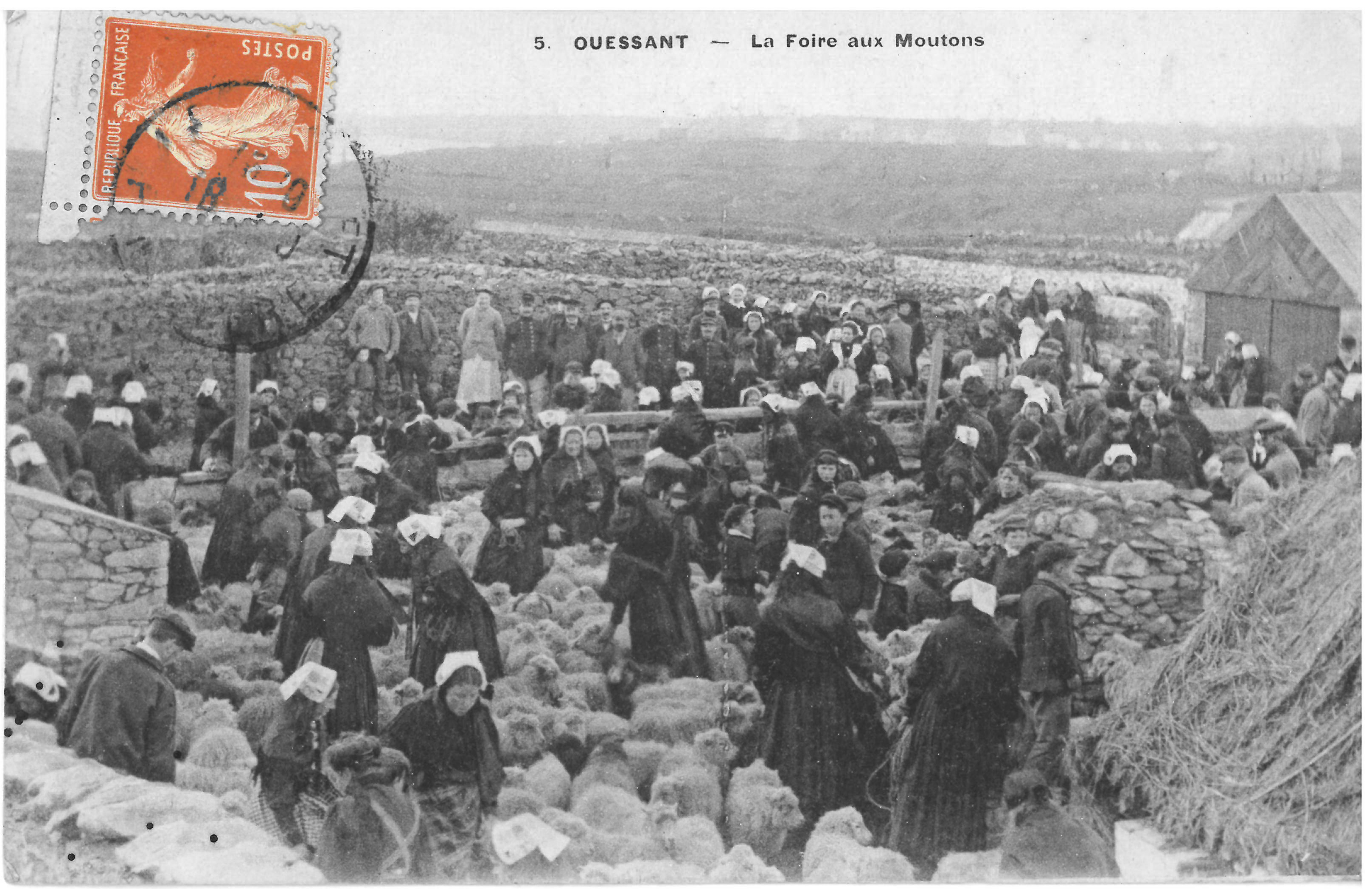
"La Foire aux moutons à Ouessant", carta postal de 1913

"Costumava haver uma raça de ovelhas anãs. Ela tende a desaparecer, assim como uma raça igualmente anã de cavalos desapareceu. (...) No inverno, eles são livres. Durante os poucos meses da colheita, como não podem ser estacionados como em Molène em um ilhéu, ficam prejudicados. São as crianças que têm a missão de movê-los. Apenas crianças, isso esquece. Então, de vez em quando, encontramos uma ovelha estrangulada. Essas ovelhas em liberdade, como reconhecê-las? Cada família possui uma marca, registrada na prefeitura, uma combinação de orifícios na orelha, e cada uma reconhece a sua. Os sem marca são apresentados três vezes seguidas na primavera, no final da missa. Se o proprietário não for encontrado, eles são vendidos em benefício do escritório de caridade. No inverno, o vento sopra sobre o penhasco. Assim, fizemos abrigos para ovelhas: na altura das ovelhas, um núcleo de pedra com três pequenas paredes que irradiam em uma estrela. Dependendo da direção do vento, as ovelhas se acomodam para dormir sob a lua, em um ou outro dos três entalhes."
Antigamente, as ovelhas estavam em liberdade entre 15 de julho até 15 de março, em seguida, o rebanho foi estacionado na península de Ar Lan até Saint-Michel, para evitar que esses animais devastassem os campos antes da colheita. Todos os anos, no início de fevereiro, todas as ovelhas da ilha de Ouessant voltam ao redil. Duas feiras de ovelhas são organizadas para os proprietários virem buscá-las, uma em Pors Gwen para ovelhas da metade sul da ilha, a outra no norte da ilha. A insularidade também favoreceu a manutenção de espécies extintas ou ameaçadas de extinção no continente. Ouessant tornou-se assim o santuário da abelha negra (Apis mellifera mellifera): esta espécie, que quase desapareceu da França, está bem preservada na ilha, um ambiente preservado da poluição e dos pesticidas e protegido da varroa. Essa raça de abelhas quase desapareceu do continente, sendo substituída pela abelha amarela. A associação "Conservatoire de l'Abeille Noire Bretonne"  protege, salvaguarda e desenvolve esta raça de abelhas  e pretende reintroduzi-la em todo o Grande Oeste da França.
Além disso, Ouessant e o arquipélago de Molène abrigam uma colônia de focas cinzentas, que é a mais meridional da Europa, principalmente no ponto de Cadoran, na costa norte de Ouessant, o que se explica pelas fortes correntes marinhas que homogeneízam a temperatura da água do mar, que mal ultrapassa os 15 graus, as focas cinzentas não suportam uma temperatura mais elevada. Ushant também é uma terra acolhedora para observar no outono as migrações dos pássaros siberianos e de muitas espécies exóticas.

#### Corpos de àgua
O lago de Merdy está situado no Stang ar Glan e está dividido em duas partes por uma barragem. É o único ponto de água doce da ilha. Também abastece naturalmente várias lavandarias, alguns dos quais ainda estão em bom estado.

#### Clima
A ilha de Ouessant tem, como muitas outras ilhas do norte da Bretanha ou da Normandia, um microclima. Assim, pode ser muito nublado no continente enquanto estará sol na ilha. O caso oposto é mais raro, mas também pode ocorrer. Quando o nevoeiro se instala em Ouessant, pode durar algumas horas ou pode continuar durante vários dias. Os aguaceiros são geralmente muito fortes e podem parecer longos. Por outro lado, quando amanhece, as temperaturas podem subir muito rapidamente. Assim, as previsões de temperatura feitas pela Météo-France são geralmente mais baixas do que a realidade.
As ondas de calor estão ausentes na ilha. Na verdade, Ouessant é quase continuamente varrido por ventos, o que regula significativamente a temperatura do ar. A ilha de Ouessant tem um clima do tipo Cfb (Oceânico) com um recorde de calor de 29,4 ° C em 2 de agosto de 1990 e um recorde de frio de -7,7 ° C em 13 de janeiro de 1987. A temperatura média anual é de 11,9 ° C As geadas são muito raras lá (4 dias por ano em média, em comparação com 15 dias em Brest) 11. Uma temperatura de 23,9 ° C foi registrada em 26 de maio de 2017  (recorde mensal antigo: 23,4 ° C em 30 de maio de 2003).
| Mês                            | jan. | fev. | mar. | abr. | mai. | jun. | jul. | ago. | set. | out. | nov. | dez. | anual |
| ------------------------------ | ---- | ---- | ---- | ---- | ---- | ---- | ---- | ---- | ---- | ---- | ---- | ---- | ----- |
| Temperatura mínima mensal (Cº) | 6,9  | 6,5  | 7,4  | 7,9  | 10   | 12   | 13,6 | 14   | 13   | 11,5 | 9,3  | 7,9  | 10    |
| Temperatura mensal (Cº)        | 8,5  | 8,2  | 9,1  | 9,8  | 12   | 14,1 | 15,8 | 16,2 | 15,1 | 13,2 | 10,9 | 9,5  | 11,9  |
| Temperatura máxima mensal (Cº) | 10,1 | 9,8  | 10,8 | 11,6 | 14   | 16,1 | 18   | 18,4 | 17,2 | 14,9 | 12,5 | 11,1 | 13,7  |
| Temp. min registada (Cº)       | -7,7 | -4   | 0    | 0    | 3,8  | 7    | 8    | 10   | 8,3  | 5,4  | 0    | -0,3 | -7,7  |
| Temp. max registada (Cº)       | 15   | 15,3 | 18,1 | 22,1 | 23,9 | 27,1 | 28,2 | 29,4 | 25,2 | 24,3 | 18,6 | 16,4 | 29,4  |
| Precipitação (mm)              | 90,3 | 76,1 | 63,7 | 45,9 | 47,7 | 38,7 | 37,1 | 37,8 | 59,3 | 75,9 | 77,1 | 78,9 | 728,7 |

Fonte: Le climat à Ile d'Ouessant (en °C et mm, moyennes mensuelles 1971/2000 et records depuis 1973)

### Comunas Vizinhas
Esta comuna é insular, então não tem nehuma conecção terrestre com outra comuna, mas a comuna de Molène fica a 9 quilómetros da ilha.

### Meios de transporte
A ilha de Ouessant é acessível de avião e de barco:

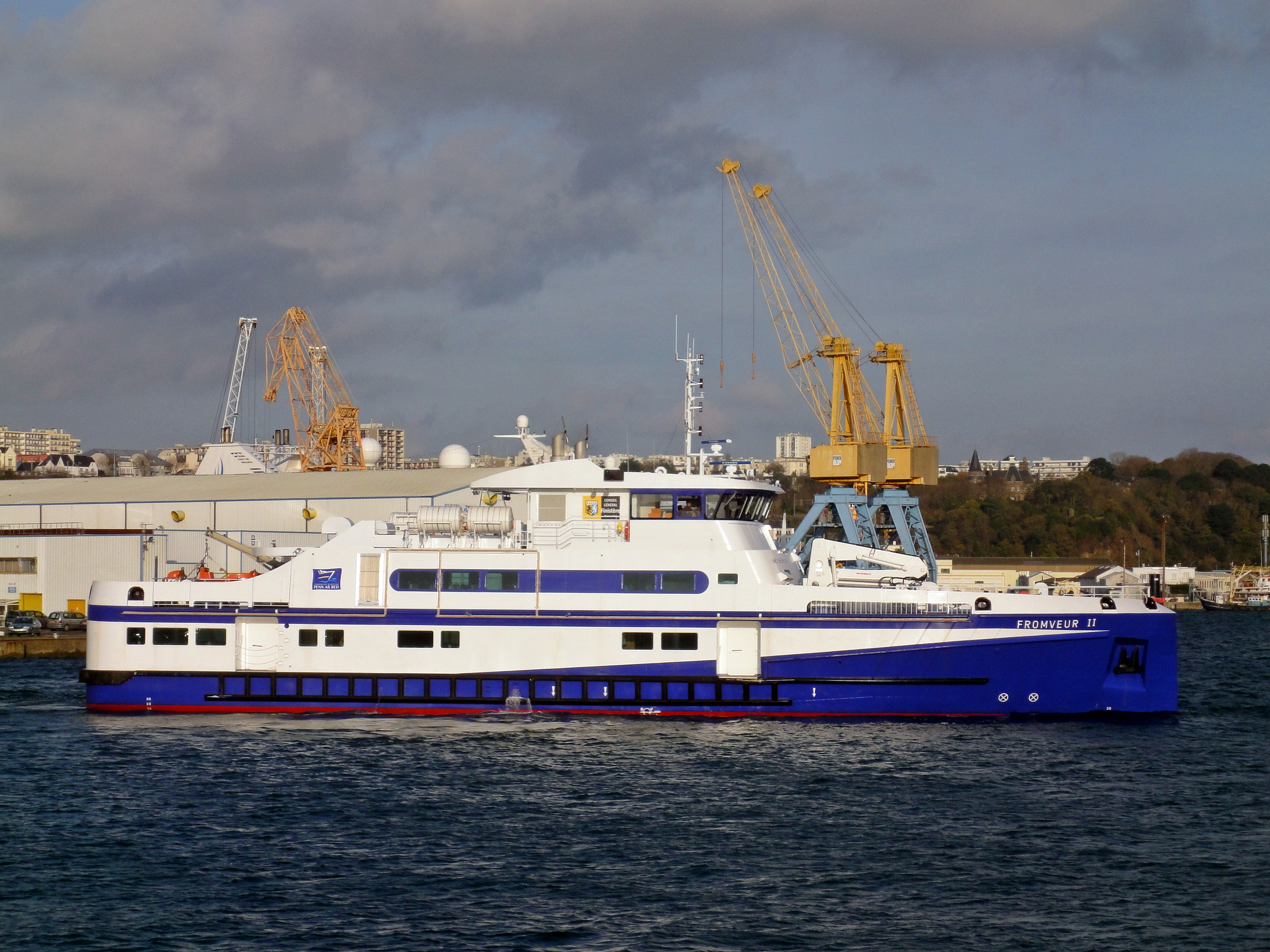
Fromveur 2, uma das embarcações

- A Finist'air (fr) faz voos do aeroporto de Brest (ga) até ao aeródromo da ilha, esse voo dura cerca de quinze minutos, o voo acontece em um Cessna 208 que tem a capacidade de 9 lugares e 500 kg de bagagem.
- A companhia Penn Ar Bed, tem várias embarcações que sai de Brest, Le conquet e Camaret-sur-mer (em temporada), as embarcações são a Enez Eussa 3, a Enez Edig e o Fromveur 2.
- A Finist'mer (fr), em julho e em agosto tem embarcações que vêm de Conquet e de Lanildut com os barcos St-Vincent-de-Paul e Rose Héré.
- Também há conexões de “táxi” a bordo de zodíacos de alta velocidade (12 lugares).

## Toponímia
O nome da ilha é atestado nas formas Ouxisama ou Uxisama (AC), Axantos no século I, Uxantis no século IV, Ossa insula em 884, 1045 e por volta de 1330, Ossan em 1185, Exsent em 1296, Oissant em 1351, Ussent no século XIV, Oessant no século XV, Oyssant, Ayssant, Aissent em 1542. O nome de Ouessant vem em sua forma inicial Uxisama (Oυξισαμη), usado pelo geógrafo grego Estraboão, do céltico continental significando “ilha [mais alta]” , ou seja, por extensão do significado, “a ilha mais afastada do continente” . A forma latina uxantis designa "avanços (terrestres) em elevação", trata-se de uma língua de amargo que obviamente se aplica ao arquipélago de Ushant, de onde a qualificação preliminar de ilha. a palavra bretã Eusa, derivada de Uxisama, não precisa disso.

## História

### Pré-história eAntiguidade

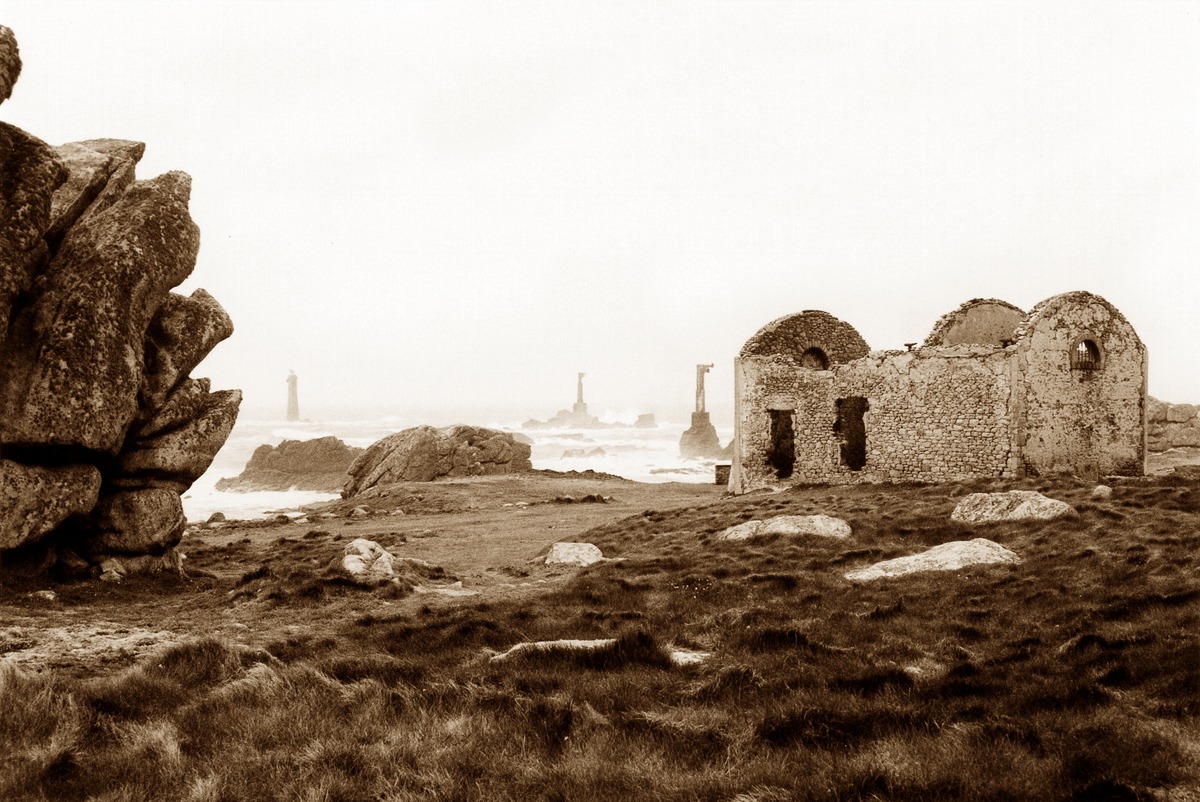
Uma fotografia que mostra uma das várias ruínas presentes em Ouessant

No final da última era glacial Ouessant separou-se do continente (deve-se notar que na última era glacial o nível do mar era muito mais baixo do que nos dias de hoje), vestígios de ocupação humana na ilha pode ser rastreados até 1500 a.C, onde foi descoberta uma vila pré-cristã tendo existido por muitos séculos em Ouessant, um sinal de uma civilização já antiga. Podemos encontrar vestígios dela no sítio arqueológico de Mez Notariou, no centro da ilha, perto da costa de Saint-Michel, estudado pelo arqueólogo Jean-Paul Le Bihan.
“As escavações efectuadas desde 1988 revelam os vestígios notáveis e espectaculares de uma aldeia de transição da Idade do Bronze tardia - 1ª Idade do Ferro construída em madeira e barro bruto (...), actividades esporádicas de Tene III e do período Gallo. Romano. (...) Os 3.600 m2 atualmente estudados fornecem 2.500 orifícios para postes, 120 edifícios, 120.000 fragmentos de cerâmica. "
A ilha foi um marco para os marinheiros da Antiguidade (cartagineses, depois gregos e romanos) que negociavam estanho com as ilhas Cassiterides (Cornouaille ou Sorlingues): o geógrafo grego Estrabão refere-se a ela sob o nome de Oυξισαμη (Ouxisame), Plínio, o Velho, como Axanta, mas o nome latino ou galo-romano usual é Uxantis.
O cromeleque da península de Pen-ar-Lan , de forma ovóide (um "ovo megalítico" formado por 18 blocos de 0,6 a 1 metro de altura, unidos por um declive, forma uma pequena parede de pedras, desenhando uma elipse de 13 m em seu eixo leste-oeste por 10 m em seu eixo norte-sul), foi talvez um monumento astronômico pré-histórico; outra hipótese o torna um tórax sepulcral megalítico. No centro estavam dois menires que desapareceram. O local foi escavado em 1988 pelos arqueólogos Jacques Briard e Michel Le Goffic.

### Idade média e moderna
Em 1388 Ouessant foi devastado pelas tropas inglesas lideradas pelo conde de Arundel, que anteriormente havia saqueado a Ilha de Batz ("uma frota considerável composta por mil homens em armas e três mil arqueiros" e "a devastou com fogo depois de ter saqueado tudo, tratou a ilha de Ouessant, d'Oléron e várias outras e perseguiu todos os franceses e todos os bretões que se colocaram em defesa ”Ouessant está então em um estado tão desastroso que o Papa Bonifácio IX concede indulgências em 14 de outubro de 1393 para aqueles que contribuiriam para os reparos da igreja paroquial de Notre-Dame d'Ouessant omnino destructa ("totalmente destruída") por guerras e tempestades; o que fizeram os senhores de Chastel que reconstruíram a igreja, as capelas e o castelo de Ouessant que tinha sido incendiado .   
Em 1454, alguns corsários saquearam a igreja paroquial de Notre-Dame d'Ouessant, bem como o castelo, que estavam sendo reconstruídos por Alain de Coëtivy du Chastel, arcebispo de Avignon e cardeal, do qual a mãe Catherine du Chastel era uma descendente da família senhorial de Castel do Castelo de Trémazan. O Cardeal Coëtivy afirma então, na reclamação que dirigiu ao Papa Calixte III que "a maior parte da ilha pertence a ele", provavelmente aludindo ao fato de que ele então tinha o benefício do priorado de Ouessant, que ela própria dependia da abadia de Saint-Mathieu. Em 1462, os ingleses desembarcaram novamente na Bretanha, saquearam Le Conquet e os arredores de Saint-Renan e saquearam Ouessant novamente. Outra incursão inglesa ocorre em 1520, o castelo é então destruído.

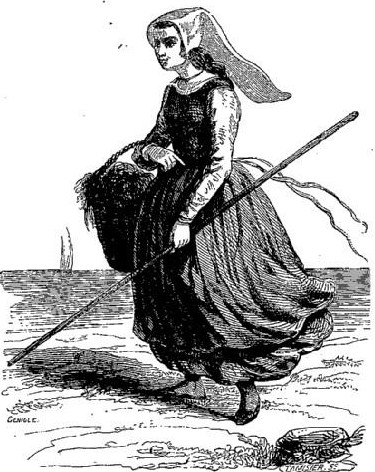
Menina de Ouessant, c. 1877, desenho de Geniole

Ouessant era uma ilha isolada devido às muitas dificuldades de acesso à sua costa íngreme, criando uma sociedade autossuficiente. A população local, quase exclusivamente composta por mulheres (exceto crianças pequenas e idosos), praticava principalmente a agricultura como meio de subsistência. Os homens foram alistados na Marinha Real sob o Antigo Régime e cumpriram longas missões. Alguns deles nunca mais voltaram. Posteriormente, o desenvolvimento de linhas comerciais incentivou o seu emprego na marinha mercante. As mulheres, que permaneciam no terreno, tinham por missão cuidar da casa (um pequeno casebre sem o mínimo conforto), dos filhos e do trabalho agrícola. Eles eram os verdadeiros chefes de família.
O isolamento também teve consequências para a saúde da população da ilha: Claude-Louis de Kerjean-Mol, governador de Ouessant, invocou numa carta de 30 de junho de 1748 "a necessidade de manter um cirurgião nesta ilha que não é cheio apenas de um povo de marinheiros e a quem muitas vezes falta ajuda nas necessidades mais extremas pela dificuldade que há, em certos momentos, para trazer cirurgiões de Brest ”. Ele obteve um.
Pouco se sabe sobre a economia da ilha nessas alturas. No início do século XIV existiam pesqueiros e estaleiros de secagem de peixe, alguns dos quais propriedade de comerciantes de Baiona cujos nomes são conhecidos de uma carta do Papa João XXII. É possível que as subestruturas descritas em 1772 pelo almirante Antoine Thévenard na ponta de Pern, chamadas Ti ar Bïaned ("Casa dos Pagãos"), e interpretadas por ele como sendo as ruínas de um templo pagão.

#### O direito de partir e problemas em 1711
O direito de partir era uma tradição ouessantina: o peñse an aod era qualquer objeto, na maioria das vezes madeira, mas pode ser qualquer produto de destroços da carga de um navio ou de um naufrágio . Em agosto de 1681, um decreto da Marinha aboliu o direito de coletar destroços e propriedades que chegavam à costa concedido até então aos Ouessantinos e em 8 de outubro de 1699 o Almirantado de Brest instalou em Ouessant um cartório e um escrivão responsável colocar à disposição do rei as mercadorias que chegam à costa na sequência de naufrágios. Apesar de tudo, os ouessantinos continuaram a recuperar tudo o que pudessem para melhorar as suas condições de vida. Em janeiro de 1711, ocorre uma revolta dos Ouessantinos contra o governador de Nizon, que tenta fazer os Ouessantins pagar um novo imposto criado por Vauban. Os ouessitanos apedrejaram o senhor, que teve de fugir. O castelo foi demolido a partir de 1725, os Ouessantins utilizaram-no como pedreira, retirando as pedras para as suas necessidades pessoais. Os vestígios de duas torres ainda são visíveis, no entanto.Em 21 de janeiro de 1739, o navio francês Atlas, vindo da Louisiana, encalhou em Ouessant; sua carga (cacau, peles, índigo, arroz, tabaco) foi saqueada pelos habitantes. Aconteceu o mesmo durante o encalhe do navio Le Triomphant na noite de 13 de janeiro de 1768.

#### Anexação pelo Rei em 1764 e a administração real

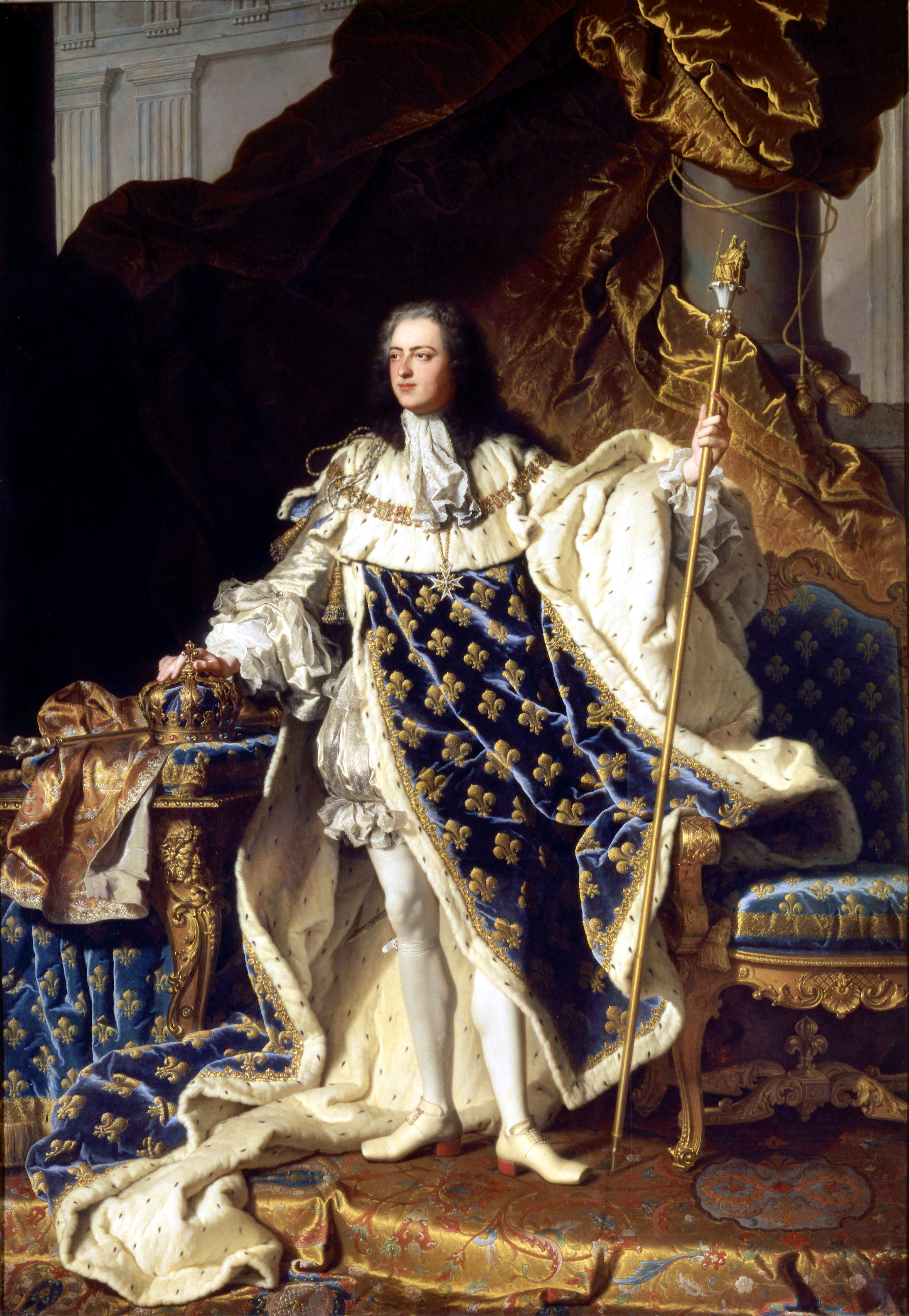
Luís XV, rei da frança em 1764

De acordo com um livro de memórias escrito em 1763 por Louis-Auguste de Rieux, o último Marquês d'Ouessant, pouco antes da venda da Ilha ao rei: “No que diz respeito à renda, como esta terra há muito está abandonada e o governador o fez senhor absoluto, (...) ele retorna 800 libras líquidas todos os anos; mas deve-se admitir que, dada a bondade da terra e das pastagens, esta ilha nas mãos de um homem inteligente e fiel deveria produzir mais de 4.000 libras para o proprietário. O terreno está muito bem cultivado; há uma raça de pequenos cavalos muito singulares e muito bonitos. Poderia ser comercializado, assim como ovelhas que se saem muito bem. O principal comércio da ilha é a pesca da sardinha. "
Os ouessantinos esperavam que, apesar da passagem de sua ilha sob administração real, eles mantivessem os vários privilégios (por exemplo, eles estavam "isentos de todas as formalidades da justiça comum, dada sua posição e os embaraços que teriam de recorrer de Brest ”) de que se beneficiaram desde tempos imemoriais (isenção de taxas legais, isenção de impostos sobre vinhos e bebidas espirituosas, etc.) e fizeram um pedido ao Duque de Choiseul em uma carta que ele recebeu em 17 de dezembro de 1764. Eles renovaram suas queixas em 1775 em uma carta dirigida ao intendente da Marinha em Brest reclamando do estado de abandono em que se encontravam.

#### As batalhas de Ouessant
A primeira batalha de Ouessant ocorreu em 1778, no dia 27 de julho, a cem milhas náuticas ao oeste da ilha de Ouessant a meio da guerra de independência dos Estados Unidos.
Em 6 de outubro de 1779, o tenente Du Couëdic de Kergoualer lutou, ao largo de Ouessant, uma luta difícil, conseguindo, a bordo de sua fragata La Surveillante, colocar fora de ação a fragata inglesa HMS Quebec, comandada pelo capitão George Agricultor. A luta é extraordinariamente viva e sangrenta entre esses dois marinheiros, igualmente ciumentos de defender a honra de sua bandeira. Ambos demonstraram coragem indomável. A luta durou três horas e meia. 
A Terceira Batalha de Ouessant ocorreu de 28 de maio a 1 ° de junho de 1794, a 400 milhas náuticas da ilha, e também é chamada de Batalha Gloriosa de 1 ° de junho pelos britânicos e a bataille du 13 prairial an II pelos franceses. Nesta batalha afundou o Vengeur du Peuple, que fazia parte do esquadrão do Almirante Villaret-Joyeuse.

### A Revolução Francesa e a idade contemporânea
Michel Bon e Martin Bertélé eram os dois deputados da ilha de Ouessant que participaram da assembleia geral do terceiro estado do senechaussee de Brest em 7 e 8 de abril de 1789 e participaram da elaboração da lista de queixas do senechaussée. Datado de 8 de abril de 1789, artigo 2 do qual se lê o seguinte:“Vamos pedir liberdade absoluta de todos os deveres e imposições, sob qualquer nome, sobre todas as bebidas e licores consumidos nas ilhas de Molène e Ouessant, pelos habitantes. "
De qualquer maneira, a ilha acabou por ser afetada pela revolução. Em 2 de setembro de 1789, o intendente de Brest escreveu ao seu ministro: “Segundo as informações que me chegaram, a ilha de Ouessant começa a ser afetada pelos movimentos que ocorrem em quase todo o reino, acredito meu senhor, que era necessário que o senhor de Montbrun, nomeado governador, aparecesse para aí se instalar, a fim de garantir a ordem e a tranquilidade ”. 

#### Os velhos moinhos de Ouessant

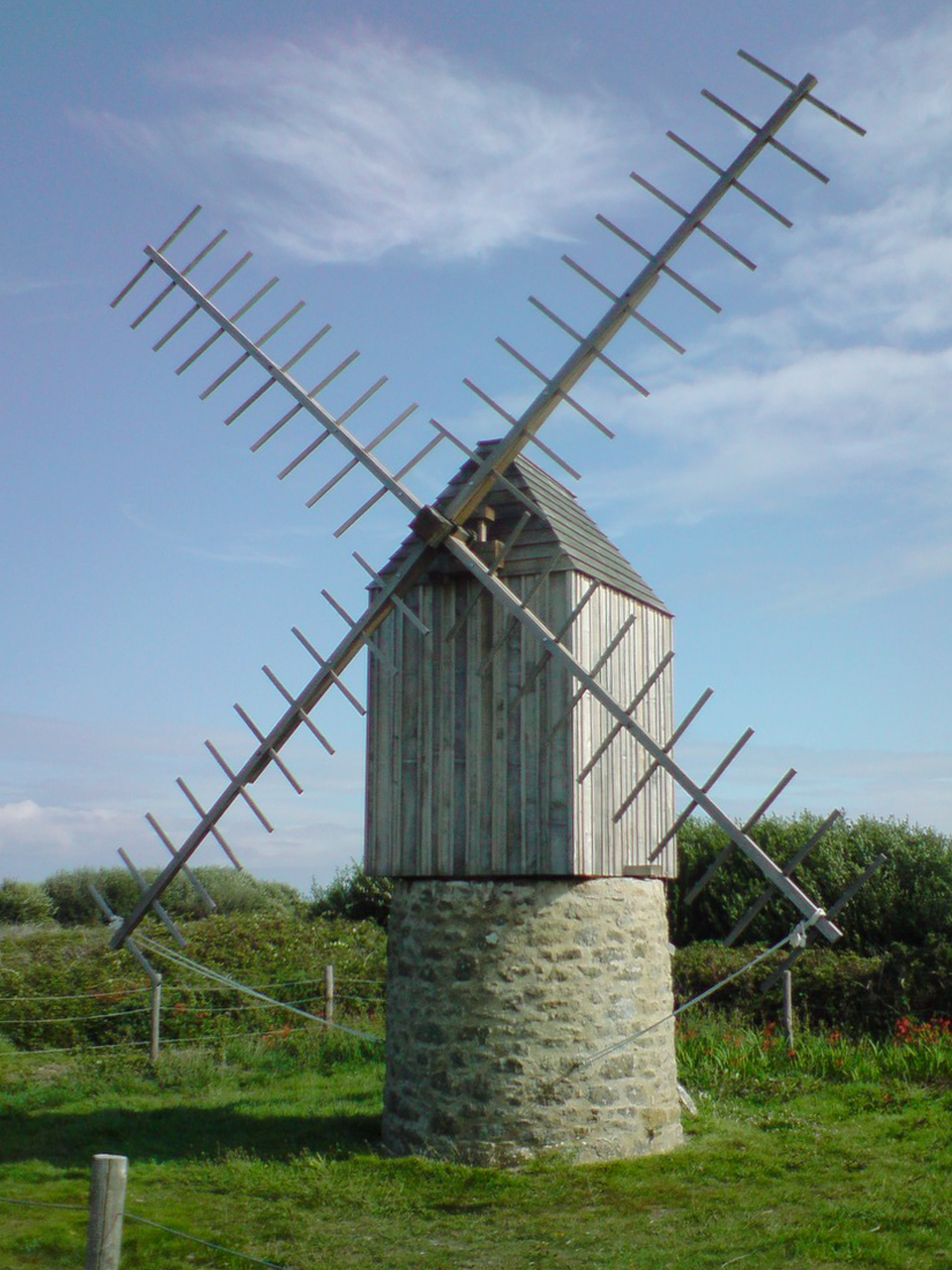
Moinho de Karaes

O registo predial de 1844 indica 9 grandes moinhos na ilha (mas foram identificados vestígios de 24 moinhos de vento); eles deixaram de funcionar entre 1850 e 1870 na maior parte, o último em 1918, embora muitos pequenos engenhos familiares tenham permanecido por mais tempo para moer a cevada. Paul Gruyer, que visitou a ilha em 1898, escreveu: “Vários moinhos de vento pontilham os campos; não grandes e majestosos moinhos como os da Holanda, (...) mas muito pequenos, muito humildes. Alguns até são tão pequenos que dificilmente um homem pode ficar em pé sobre eles; um simples entrelaçamento de rodas dentadas e uma pedra de amolar mais ou menos polida fazem ali uma farinha muito primitiva”. 

#### O século XX
Em setembro de 1903, o comissário de Brest, que veio expulsar as Irmãs da Sabedoria (fr) pela lei de 1º de julho de 1901, que tinha uma escola na ilha, foi saudado com gritos dos habitantes. 
A estação de radiotelégrafo de Ouessant, destinada à correspondência privada com navios no mar, foi inaugurada em 1904.
A disputa sobre os estoques também preocupou Ouessant: o jornal Le Figaro de 8 de dezembro de 1906 escreve:“O cobrador de impostos de Le Conquet tentou fazer um inventário da igreja na ilha de Ouessant. Na praça, as mulheres se reuniram. Foi estabelecida uma conferência entre o cobrador de impostos e o pároco, em frente à igreja que estava encerrada. O pastor se recusou a abrir as portas e disse que só obedeceria à força. O cobrador de impostos retirou-se e voltou ao Conquet . "

##### As estações de salva-vidas no mar
A estação de salva-vidas do Stiff operou de 1878 a 1953; o de Lampaul está em operação desde 1866. O primeiro barco salva-vidas em Ouessant é o Anaïs, um pequeno baleeiro a remo de 9,78 m de comprimento, impulsionado por 10 remos, armazenado no fundo do porto de Lampaul e lançado por meio de um carrinho. A primeira casa de abrigo (13,25 m × 6,60 m) construída em Lampaul podia conter esta canoa de cerca de dez metros. Em 1938, dois novos baleeiros motorizados foram inaugurados

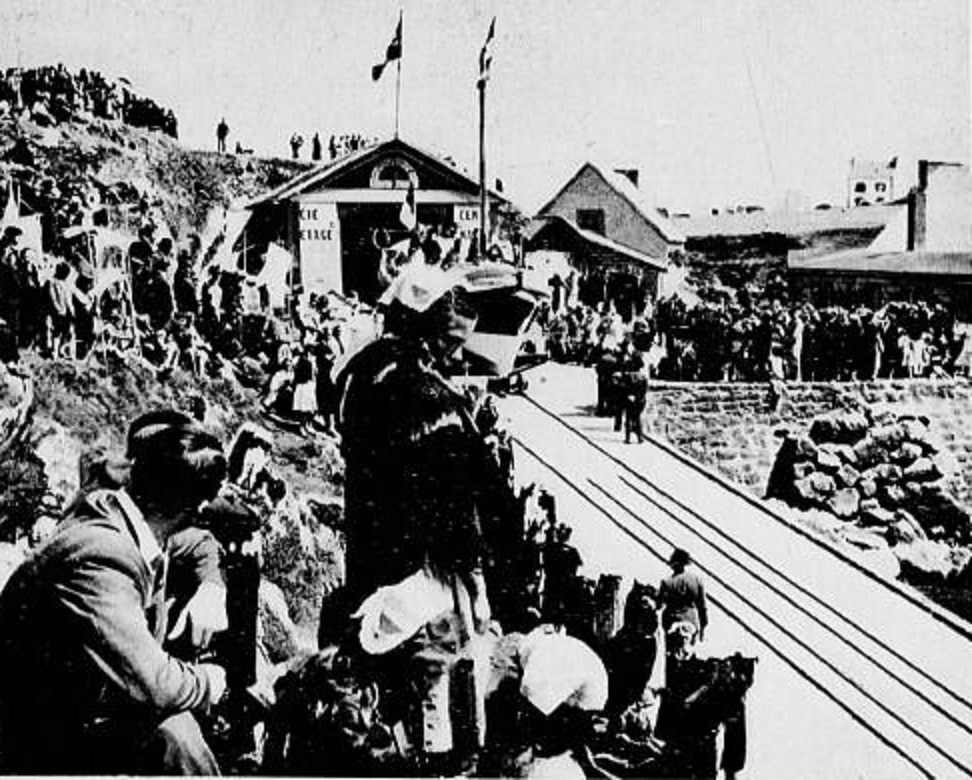
A inauguração da estação salva-vidas de Lampaul (1938)

##### A segunda guerra mundial
Aos olhos dos alemães, Ouessant, a sentinela avançada do continente, era de capital importância para gerir o tráfego de entrada ou saída do Canal da Mancha, bem como para a defesa do porto de guerra de Brest. No dia seguinte à sua chegada a Brest, os alemães ocuparam Ouessant (18 de julho de 1940), sua guarnição alcançando cerca de 300 homens. Rapidamente instalaram uma importante estação de vigilância marítima e aérea perto do farol de Stiff, estação que foi objeto de alguns bombardeios ingleses, mas os danos foram limitados. Os alemães usaram os porões do Stiff e Lampaul para transportar equipamentos e suprimentos. Em 1944, os alemães, antes de tentarem fugir da ilha (eles deixaram a ilha no Ouessantine, mas uma falha de motor finalmente os forçou a retornar a Lampaul e se renderem aos lutadores da resistência em Ouessant), explodiram o forte. Saint-Michel, bem como as instalações elétricas do farol Creac'h, mas sem destruir o próprio farol. O Farol Stiff foi minado, mas um desertor permitiu que os guardiões do farol evitassem sua destruição. Destacamentos de F.F.I. veio em barcos de pesca e espalhou-se pela ilha .Em 8 de junho de 1944, a tripulação da traineira Joannes Baptista recolheu 47 marinheiros alemães cujo submarino acabara de ser afundado por um bombardeiro americano. No dia seguinte, uma batalha começou fora da ilha entre os destruidores britânicos, canadianos e polacos da 10ª Flotilha e dois destruidores alemães da 8ª Flotilha, que foi vencida pelos Aliados .

#### O século XXI
No início de 2012, a ilha de Ouessant experimentou uma central eléctrica a funcionar com turbinas de maré, as primas submarinas das turbinas eólicas, que deverá permitir assegurar 40% do consumo eléctrico da ilha. 
A desminagem do Forte Saint-Michel, iniciada em 1949, foi concluída em 2020; Liderado pelo EOD (o serviço "Neutralização e Destruição de Explosivos" da Marinha Francesa), resultou na destruição de 2,3 toneladas de munição alemã, incluindo 372 projéteis de 75 mm e 802 foguetes. O município planeja instalar um centro de energia renovável neste forte, consistindo principalmente de painéis fotovoltaicos.

## Organização Administrativa
A comuna de Ouessant também foi por si só um cantão até 2015. Em seguida, a comuna foi anexada ao cantão de Saint-Renan (fr).No último trimestre de 2004, a Ouessant continuava a não estar associada a associação intermunicipal com tributação própria. No entanto, é membro da união mista do Parque Natural Regional de Armorique e do agrupamento das Ilhas Ponant (fr).

## População e a sociedade

### Evolução da população
Ouessant, de acordo com um livro de memórias de 1685, era então povoado por 1 285 pessoas, agrupadas em 296 fogos (en) e então contava com 250 homens no máximo capazes de portar armas. Em 1759, de acordo com outro relatório, a população foi agrupada em 315 fogos, dando apenas 260 homens capazes de portar armas (mas uma dúzia eram então prisioneiros na Inglaterra, 16 estavam nos edifícios do rei, de 27 a 30 estavam ocupados pela cabotagem, de modo que apenas 200 homens permanecem disponíveis para a defesa da ilha); em 1772, outro relatório citou 1 950 habitantes.
A evolução do número de habitantes é contada a partir do recenseamento da população efetuadas na comuna depois de 1793. A partir de 2006, as populações legais dos municípios são publicadas anualmente pelo INSEE.O censo passa a ser feito com base na coleção anual de informações, sucessivamente sobre todos os territórios municipais, ao longo de um período de cinco anos. Para as comunas com menos de 10 000 habitantes, é realizado um inquérito a toda a população de cinco em cinco anos, sendo as populações legaís dos anos intervenientes estimadas por interpolação ou extrapolação . Para a comuna, o primeiro censo exaustivo enquadrado no novo sistema foi realizado em 2005. Em 2017, o município tinha 835 habitantes, queda de 6,49% em relação a 2012 (Finistère: + 0,86%, França sem Mayotte: + 2,36%).
| 1793  | 1800  | 1806  | 1821  | 1831  | 1836  | 1841  | 1846  | 1851  |
| ----- | ----- | ----- | ----- | ----- | ----- | ----- | ----- | ----- |
| 1 032 | 1 510 | 1 465 | 1 851 | 2 032 | 2 151 | 2 194 | 1 983 | 2 271 |
| 1856  | 1861  | 1866  | 1872  | 1876  | 1881  | 1886  | 1891  | 1896  |
| 2 258 | 2 391 | 2 368 | 2 377 | 2 382 | 2 364 | 2 307 | 2 490 | 2 287 |
| 1901  | 1906  | 1911  | 1921  | 1926  | 1931  | 1936  | 1946  | 1954  |
| 2 717 | 2 761 | 2 953 | 2 586 | 2 524 | 2 439 | 2 363 | 2 223 | 2 071 |
| 1962  | 1968  | 1975  | 1982  | 1990  | 1999  | 2005  | 2010  | 2015  |
| 1 938 | 1 814 | 1 450 | 1 221 | 1 062 | 932   | 859   | 871   | 846   |
| 2017  | -     | -     | -     | -     | -     | -     | -     | -     |
| 835   | -     | -     | -     | -     | -     | -     | -     | -     |

### Educação
Ouessant tem duas escolas primárias: uma pública, a escola Jacques-Burel, que tem uma única turma; a outra privada, a escola Sainte-Anne, que tem duas turmas e matriculou 46 crianças em 2010-2011.
O "Colégio das Ilhas Ponant", com sede em Brest, localizado no colégio Anna-Marly (antigo colégio Lesven-Jacquart) educa crianças de diferentes ilhas da costa da Bretanha (Batz, Molène, Sein, etc.), incluindo , em 2010-2011, 21 crianças de Ouessant.

### Saúde
A ilha possui um posto médico, um lar para idosos e uma farmácia. Os moradores são atendidos por clínico geral e fisioterapeuta, os animais por um veterinário.

### Desporto
A ilha oferece muitas actividades desportivas, como passeios a cavalo, vela, mergulho e várias competições (cartas, petanca, passeio a pé pela ilha, etc.). Uma vez por ano, são organizados saltos de paraquedas sobre a ilha.